# Nałęczów (gmina)
Pour les articles homonymes, voir Nałęczów (homonymie).
Nałęczów est une gmina mixte ou urbaine-rurale (gmina miejsko-wiejska) du powiat de Puławy, dans la Voïvodie de Lublin, dans l'est de la Pologne.
Son siège administratif (chef-lieu) est la ville de Nałęczów, qui se situe environ 23 kilomètres (km) au sud-est de Puławy (siège du powiat) et 25 kilomètres à l'ouest de la capitale régionale Lublin (capitale de la voïvodie).
La gmina couvre une superficie de 62,86 km2 pour une population de 9 502 habitants en 2006.

## Histoire
De 1975 à 1998, la gmina est attachée administrativement à l'ancienne voïvodie de Lublin.

Depuis 1999, elle fait partie de la nouvelle voïvodie de Lublin.

## Géographie
Outre la ville de Nałęczów, la gmina inclut les villages (sołectwa) de:

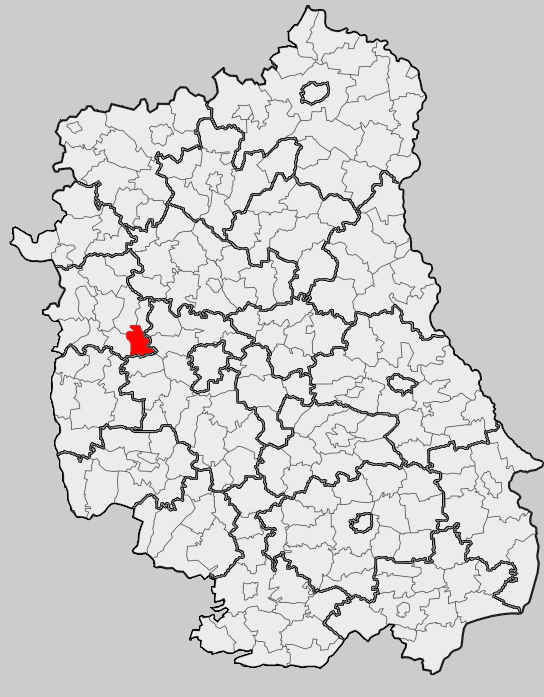
Position de la gmina dans la voïvodie

- Antopol
- Bochotnica-Kolonia
- Bronice
- Bronice-Kolonia
- Chruszczów-Kolonia
- Cynków
- Czesławice
- Drzewce
- Drzewce-Kolonia
- Ludwinów
- Paulinów
- Piotrowice
- Sadurki
- Strzelce

### Gminy voisines
La gmina de Nałęczów est voisine des gminy de:
- Garbów
- Jastków
- Kurów
- Markuszów
- Wąwolnica
- Wojciechów

## Structure du terrain
D'après les données de 2002, la superficie de la commune de Nałęczów est de 72,49 kilomètres carrés, répartis comme telle :
- terres agricoles : 82 %
- forêts : 7 %

La commune représente 6,74 % de la superficie du powiat.

## Démographie
Données du 30 juin 2010 :
| Description        | Total  | Total | Femmes | Femmes | Hommes | Hommes |
| ------------------ | ------ | ----- | ------ | ------ | ------ | ------ |
| Unité              | Nombre | %     | Nombre | %      | Nombre | %      |
| Population         | 9 499  | 100   | 5 078  | 53,5   | 4 421  | 46,5   |
| Densité (hab./km²) | 150,9  | 150,9 | 80,7   | 80,7   | 70,3   | 70,3   |